# Монтечикардо
Монтечика̀рдо (на италиански: Monteciccardo, на местен диалект Muntcichèrd, Монтчикерд) е село и община в Централна Италия, провинция Пезаро и Урбино, регион Марке. Разположено е на 384 m надморска височина. Населението на общината е 1698 души (към 2010 г.).